# Tombe imperiali delle dinastie Ming e Qing
Tombe imperiali delle dinastie Ming e Qing sono il nome in cui vengono raggruppate un insieme di 14 sepolture risalenti alle dinastie Ming e Qing, inserite nell'elenco dei Patrimoni dell'umanità dell'UNESCO.
I monumenti sepolcrali sono:
| Numero | Tomba                  | Provincia               | Città      | Coordinate           | Area (m²)  | Zona cuscinetto (m²) | Anno di iscrizione |
| ------ | ---------------------- | ----------------------- | ---------- | -------------------- | ---------- | -------------------- | ------------------ |
| 1      | Tomba Xianling         | Hubei                   | Zhongxiang | N31 01 E112 39       | 876,000    | 2,264,000            | 2000               |
| 2      | Tombe Qing orientali   | Hebei                   | Zunhua     | N41 11 E117 38       | 2,240,000  | 78,000,000           | 2000               |
| 3      | Tombe Qing occidentali | Hebei                   | Baoding    | N39 20 E115 13       | 18,420,000 | 47,580,000           | 2000               |
| 4      | Tombe Ming             | Municipalità di Pechino | Changping  | N40 16 10 E116 14 40 | 8,230,000  | 81,000,000           | 2003               |
| 5      | Mausoleo Ming Xiao     | Jiangsu                 | Nanchino   | N32 03 30 E118 51 07 | 1,160,000  | 1,800,000            | 2003               |
| 6      | Tomba di Chang Yuchun  | Jiangsu                 | Nanchino   | N32 03 44 E118 49 54 | 9,800      |                      | 2003               |
| 7      | Tomba di Qiu Cheng     | Jiangsu                 | Nanchino   | N32 03 51 E118 49 59 | 5,500      |                      | 2003               |
| 8      | Tomba di Wu Liang      | Jiangsu                 | Nanchino   | N32 04 00 E118 49 51 | 4,000      | 1,800,000            | 2003               |
| 9      | Tomba di Wu Zhen       | Jiangsu                 | Nanchino   | N32 04 05 E118 49 57 | 3,500      |                      | 2003               |
| 10     | Tomba di Xu Da         | Jiangsu                 | Nanchino   | N32 04 30 E118 50 06 | 8,500      |                      | 2003               |
| 11     | Tomba di Li Wenzhong   | Jiangsu                 | Nanchino   | N32 04 47 E118 50 23 | 8,700      |                      | 2003               |
| 12     | Tomba Yongling         | Liaoning                | Fushun     |                      | 2,365,900  | 13,439,400           | 2004               |
| 13     | Tomba Fuling           | Liaoning                | Shenyang   |                      | 538,600    | 7,023,600            | 2004               |
| 14     | Tomba Zhaoling         | Liaoning                | Shenyang   |                      | 478,900    | 3,187,400            | 2004               |
| Totale |                        |                         |            |                      | 34,379,400 | 234,294,400          |                    |